# Йомуды

Орнамент племени йомудов на флаге Туркменистана

Йомуды (иомуды, иомуты, туркм. Ýomutlar) — одна из крупных этнографических групп туркмен. Исторический регион расселения — южная часть Балканского велаята (области) Туркменистана, около реки Атрек и в сопредельных местностях Ирана, между Атреком и Горганом, а также на севере, в Дашогузском велаяте. Вероятнее всего, что слово йомуды происходит от слова алайонтли. Туркмены-йомуды разделялись на оседлых, полукочевых и кочевых, последних большинство. Оседлые йомуды жили в сёлах Чикишляр и Эсенгулы, полукочевые летом обитали в низовьях Атрека (в двух крупных сёлах), а зимой разбивались на мелкие группы, кочевали в окрестностях. Кочевые туркмены-йомуды на осень и зиму обыкновенно уходили за Атрек, в Иран.
На кольцевой полосе красного круга Государственного герба Туркменистана изображены по ходу часовой стрелки пять основных ковровых гёлей: ахалтеке, салыр, эрсары, човдур, йомуд, которые символизируют дружбу и сплочённость туркменского народа.

## История

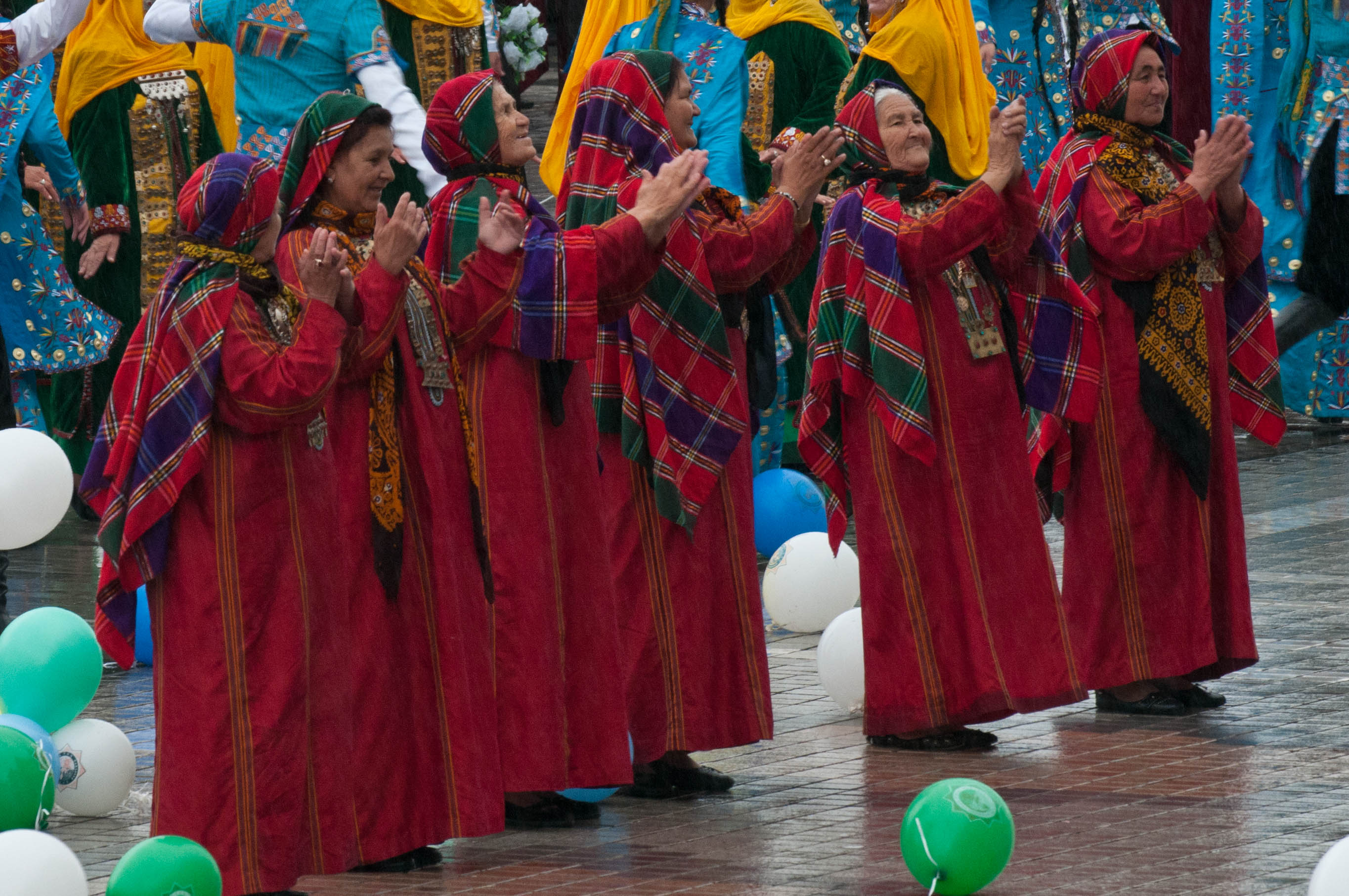
Женщины-туркменки йомудского происхождения

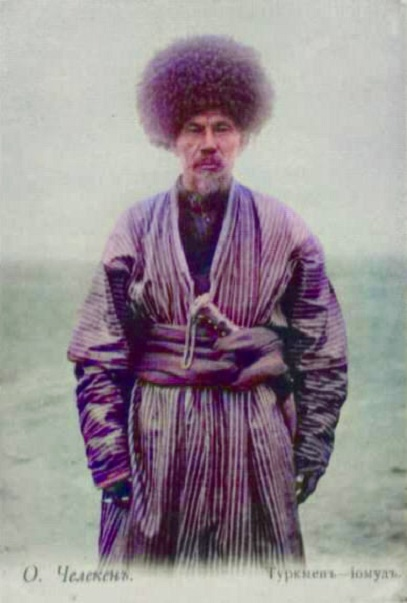
Туркмен-йомуд

Основатель династии Афшаридов Надир-шах Афшар в 1740 году послал правителю Хивы Ильбарс-хану письмо, чтобы тот пришел просить прощения. Посланники Надир-шаха с письмом приехали в лагерь Ильбарса, который возглавлял 20 тысяч всадников, состоящих из туркмен-йомудов, (прочих) туркмен, казахов и узбеков. В письме говорилось: «Несколько раз с грабительским племенем йомутов с целью грабежа вы совершили набеги на окрестности священного Мешхеда и каждый раз испытывали несчастие и, потерпев поражение, разбитыми, отправлялись (обратно) в Хиву. Несмотря на мое миролюбие, три тысячи человек из йомутских племен, с целью совершения ночного набега, прибыли в Чарджуй. Узнав об этом, войска (Надир-шаха) одним ударом истребили их и рассеяли, как звезды Большой Медведицы. Большинство их было перебито и взято в плен и (лишь) небольшое количество с тысячью бедствий добралось до безопасного места. Это событие явилось причиной гнева и негодования Надир-шаха (по отношению к Ильбарс-хану)».
Рассказывается, что в конце царствования Шахгази-хана (ок. 1181 г. х. — 1767 г.), туркменские племена йомудов и човдуров овладели Хивой. В результате попыток сопротивления хан был свергнут с престола.
В том же году некоторые из сановников, настроенных враждебно по отношению к Мухаммед Эмин-инаку, начали против него борьбу. По этой причине инак отправился к туркменам-йомудам, (но) через 18 дней был приведен оттуда Абд-ус-Саттар-баем. В это время засилие йомудов переходило уже всякие границы, и их жестокость и притеснения до крайности отягощали население (фукара).
Вследствие этого Мухаммед Эмин-инак, Абд-ус-Саттар-бай и Абд-ур-Ра-хим-мехтер выступили против туркмен-йомудов, но в битве при Араб-ханэ потерпели поражение. Преследуя их, йомуты остановились в Кара-тепе и стали готовиться к осаде. Некоторые (из хивинцев) стали говорить о мире; когда вышли сановники (умара) и встретились с начальниками йомутов, они были схвачены, и в то же время йомуты, воспользовавшись тем, что городские жители преследуют теке и салыров, овладели городом Хивой.
Йомуты с помощью аральцев покорили Кунград, (после чего) власть оказалась в их руках.
Во главе власти они поставили Хан Гельды-инака, который являлся приверженцем и доброжелателем этого (туркменского) племени, а с прочими сановниками, начиная с Мухаммед Эмина, они не считались и даже относились к ним с презрением. Сами же в это время начали грабить народ, похищая его имущество и женщин и всячески его оскорбляя.
В 1770 году Мухаммад Амин-бий, вождь узбекского племени кунгратов, разбил йомудов и установил свою власть в ханстве.
В 1779 году, по распоряжению Мухаммед Эмин-инака, пришло в окрестности Хивы войско йомутов, принадлежавших к числу хорасанских и гурганских туркмен. Эти йомуты принадлежали к двум разным родам (таифе): одних называли байрам-шахли, а других — чони-шереф, известных также под прозвищем кара-чока. Мухаммед Эмин-инак принял их на службу. После этого оба эти войска вступили в войну с его врагами.
Во время правления сына и преемника инака Эвез-бия (умер 13 марта 1804 г.) йомуты, по-видимому, не находились с ним в открыто-враждебных отношениях, если судить по тому, что бежавший на их территорию в 1206 г. х. (1791|92 г.) Пехлеван-кули-бай был выдан ими инаку, вследствие того, что они «боялись его гнева и строгости».
После смерти Эвез-бия в 1219 г. х. (1804/05 г.) власть в Хиве перешла к его сыну Эльтузеру, который вскоре объявил себя ханом . Со всей страны племена туркмен, кара-калпаков и узбеков целыми отрядами приезжали поздравлять его, но йомуты, которые, живя в Ургенче в течение 60 лет, не подчинились хивинским ханам, посмеялись над Эльтузер-ханом и выказали неповиновение.
Эльтузер-хан после восшествия на ханский престол выдал содержание войскам и отправился для погрома йомутов, которые проживали на краю пустыни в сторону Астрабада — территории Ирана и Гюргена, находящихся к югу от города Хивы.
Некоторые из них жили оседло, большинство же были кочевниками. Их было приблизительно 12 тысяч семейств (в начале 19-го века). Каждая семья выставляет двух всадников, они имеют породистых лошадей и хорошо владеют пикой и саблей.
Итак, данное племя разбилось на две части. Одни решили подчиниться, говоря: «Мы не можем оставлять родину своих предков и как мы можем жить в чужой стране!». Часть их отказалась подчиняться потому, что Эльтузер-хан предложил им: «Если вы откажетесь от своих набегов, неповиновения и грабежей и будете жить как другие подданные, уплачивая подати с баранов, верблюдов и земледелия, то хорошо, в противном случае уходите из нашего государства».
Через некоторое время Эльтузер-хан послал к йомутам в Астрабад гонца с клятвами и уверениями сказать: «Вместе со своими семьями и родом возвращайтесь обратно на родину своих предков, вам мы окажем ласку и любовь, вы будете участвовать в пользовании нашим богатством». Йомуты радостные и веселые начали возвращаться обратно.
Эльтузер-хан опять вручил им их прежние владения, чтобы они занялись земледелием.
После Эльтузер-хана в 1221 г. х. (1806 г.) власть перешла в руки Мухаммед Рахим-хана, которому подчинились и йомуты.
Йомуды совершали набеги в Астрабадскую и Мазандеранскую провинции Персии и в Хорасан для похищения местных жителей, которых они затем продавали в рабство, преимущественно в Хивинское ханство.
В 1877 г. некоторые вожди туркмен-йомудов в связи с враждой с текинцами обратились с просьбой о принятии российского подданства, но им тогда отказали. Йомуды стали российскими подданными в 1881-84 годах.
Весной 1918 года предводитель туркмен-йомудов, Джунаид-хан, захватил власть в Хиве. В ноябре 1919 года началось восстание под руководством коммунистов. Однако сил восставших оказалось недостаточно для победы над правительственными войсками. На помощь восставшим были направлены войска Красной Армии из России. К началу февраля 1920 года армия Джунаид-хана была полностью разгромлена.

## Культура

### Туркменский ковёр йомудского образца

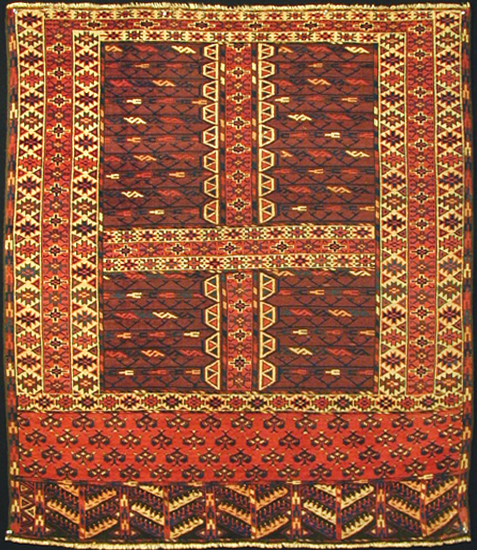
Туркменский ковёр йомудского образца, XIX век.

Ковёр йомудского образца является одним из видов туркменского ковра ручной работы.

### Танец «Куштдепди»
В древности танец являлся частью ритуального обряда — «зикра», поминания бога по особой формуле и особым образом, вслух или про себя. Куштдепди сохранился как ритуально-развлекательная часть традиционных празднеств.
Существует три разновидности куштдепди. Это «бир депим» — когда участники танца одновременно правой рукой и правой ногой делают своеобразный полуоборот в левую сторону, затем возвращаются в исходное положение и вместе продолжают движение по кругу. «Ики депим» — когда танцующие делают два полуоборота подряд, и «уч депим» — три полуоборота. Важно сохранять единый ритм и синхронность движений.
Куштдепди танцуют на всех праздниках, торжествах или свадьбах. В конце 1990-х годов танец куштдепти начали танцевать по всему Туркменистану и приравняли к национальному танцу туркменского народа.

### Коневодство
Племенем поддерживалась и особая местная йомудская порода, так же, как и ахалтекинская, является потомком древних лошадей. Разводится в юго-западной части Туркменистана и пограничных с Ираном горных районах в условиях табунного содержания. По типу йомудские лошади приближаются к степным, они грубее, чем ахалтекинцы. Будучи по сложению и основному использованию верховой лошадью, йомуды используются теперь и в упряжи. По выносливости они превосходят ахалтекинцев, уступая последним в резвости на галопе.